# Félin au Bhoutan

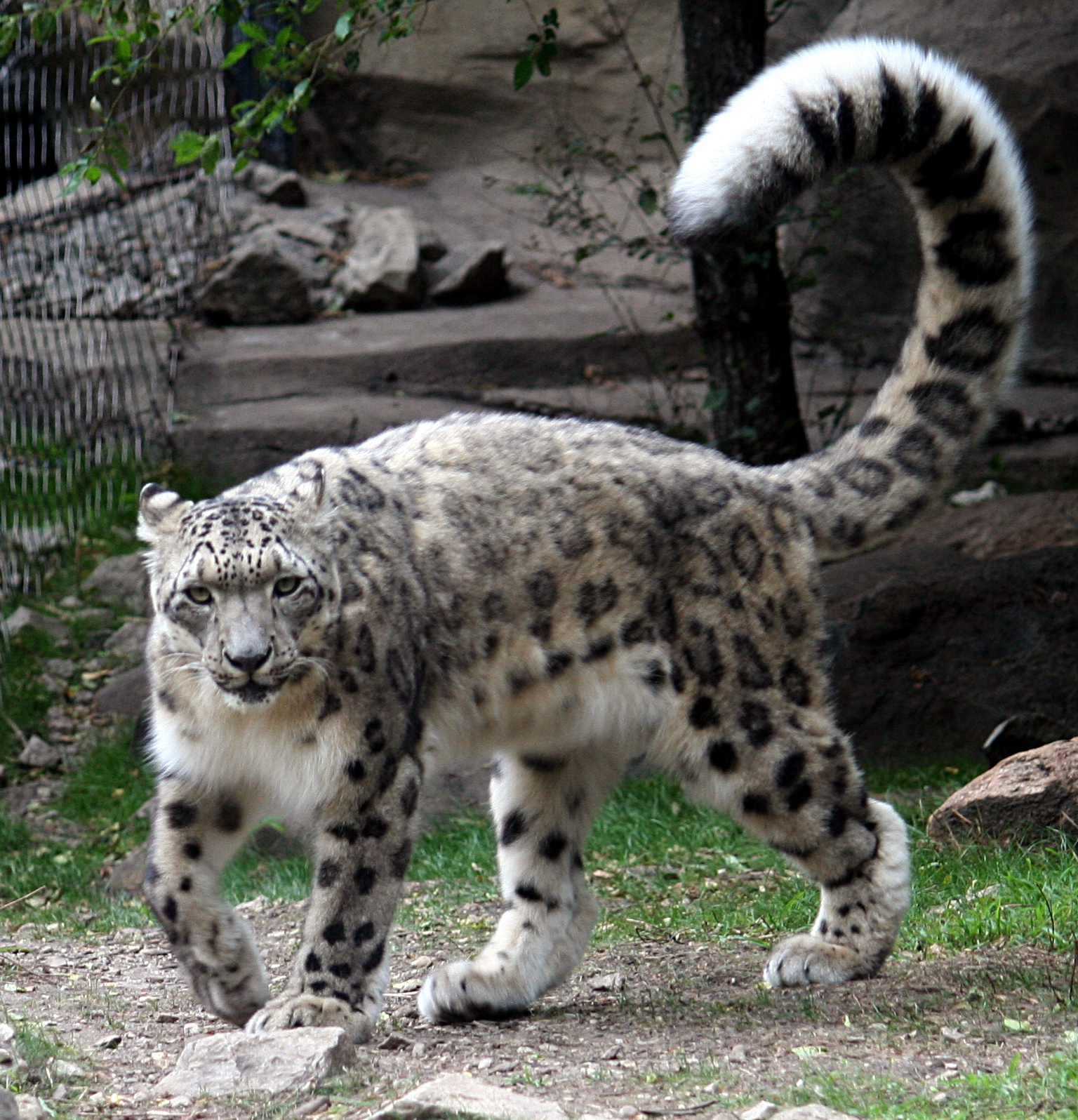
La Panthère des neiges fait partie des espèces de félins emblématiques du Bhoutan.

Le Bhoutan est un pays accueillant neuf à onze espèces de félins sauvages et le chat domestique.

## Espèces
Selon l'Union internationale pour la conservation de la nature (UICN), l'aire de répartition de neuf espèces de félins sauvages recouvre le Bhoutan : la Panthère des neiges, la Panthère nébuleuse, le Chat de Temminck, le Tigre, le Chat marbré, le Léopard, le Chat de Pallas, le Chat léopard et le Chaus.
La présence du Lynx boréal et du Chat pêcheur n'a jamais été documentée, mais elle est fortement soupçonnée par les scientifiques. Le Lynx boréal est d'ailleurs considéré comme de présence incertaine par l'UICN. 

## État de l'art

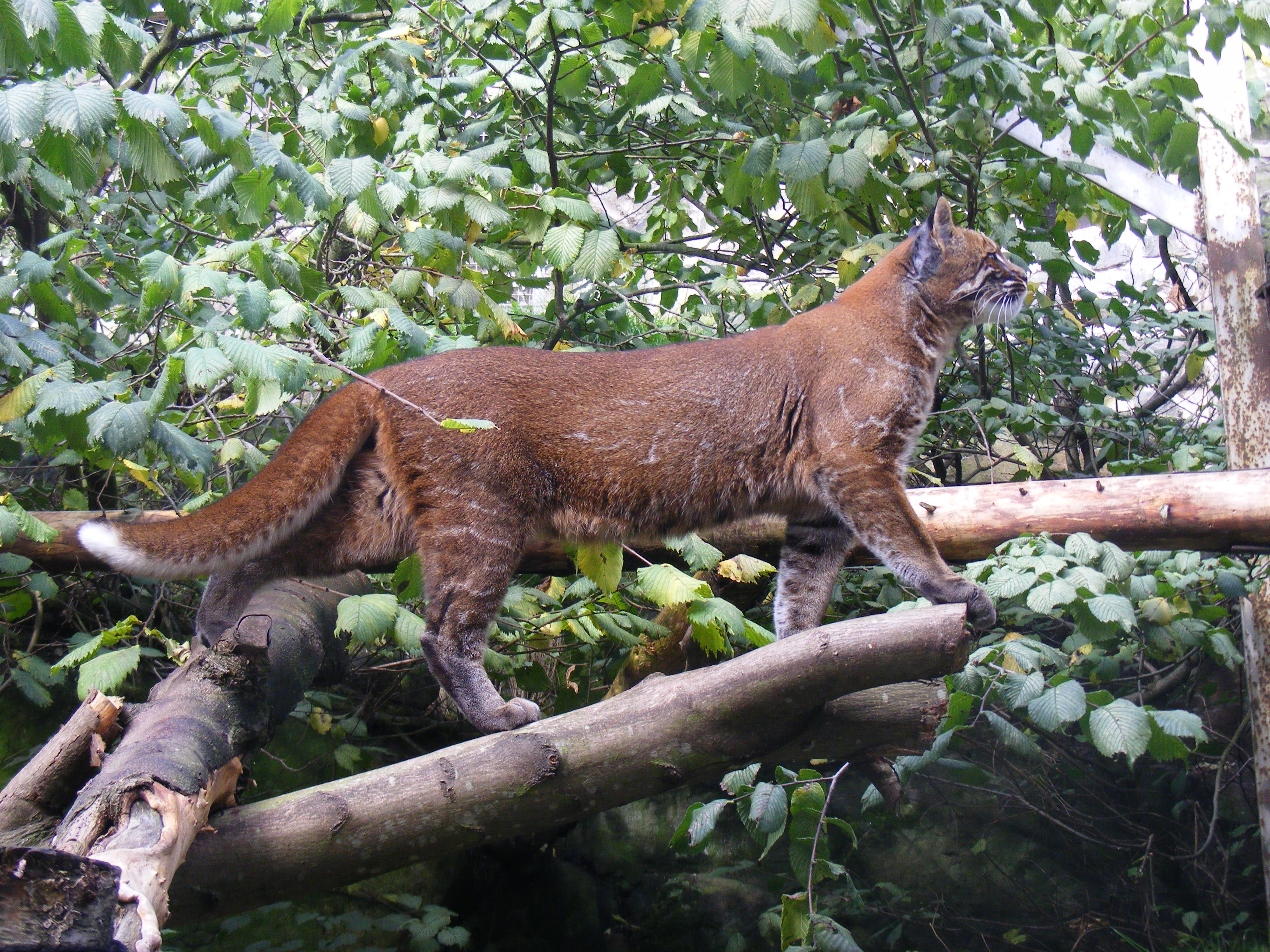
Le Chat de Temminck est l'espèce la plus représentée en dehors des aires protégées.

La plupart des recherches menées au Bhoutan se sont concentrées sur des espèces emblématiques comme le tigre et la Panthère des neiges. Elles sont, la plupart du temps, menées dans les aires protégées.
Une étude réalisée en dehors des zones protégées dans la division territoriale forestière de Gedu dans le sud-ouest du Bhoutan a confirmé la présence de six espèces de félins : le tigre, le léopard, la Panthère nébuleuse, le Chat de Temminck, le Chat marbré et le Chat-léopard. Le Chat de Temminck était le félin le plus communément photographié par les pièges photographiques et tigre et Panthère nébuleuse, avec un seul individu photographié, sont les espèces les plus rares. Le nombre d'espèces observé est très proche de celui des aires protégées, mais la fréquence des observations est plus faible. Bien que la pression anthropique soit plus fort dans une division territoriale forestière que dans un parc national, ces zones de forêts sont importantes pour la préservation pérenne des populations de félins. Cette remarque est plus forte pour le tigre, dont les populations sont plus nombreuses en dehors des zones protégées qu'à l'intérieur.

## Protection
Le tigre, la Panthère nébuleuse, le léopard et le Chat-léopard sont totalement protégés par la loi bhoutanaise DoFPS 1995.